# Diaea inornata
Diaea inornata är en spindelart som först beskrevs av Ludwig Carl Christian Koch 1876.  Diaea inornata ingår i släktet Diaea och familjen krabbspindlar.
Artens utbredningsområde är New South Wales. Inga underarter finns listade i Catalogue of Life.